# أدميرال جورشكوف (فئة فرقاطة)
فئة فرقاطات أدميرال جورشكوف والمعروفة أيضاً باسم المشروع 22350، هي فئة من فرقاطات البحرية الروسية. وقد صممت من قبل مكتب سيفرنوي Severnoye Design Bureau بسانت بطرسبرج، وسميت السفينة الأولى نسبة إلى سيرجي جورشكوف أدميرال أسطول الاتحاد السوفيتي.

## التصميم
المشروع 22350 هو الخليفة الفعال لفئة الفرقاطات كريفاك Krivak-class frigate. وعلى عكس أسلافها من الحقبة السوفيتية السابقة فإن السفن الجديدة مصممة لأداء أدوار متعددة، وهي قادرة على تنفيذ ضربات طويلة المدى وتضطلع بمكافحة الغواصات، علاوة على تنفيذ مهام المرافقة Escort missions

## الإنتاج
حددت البحرية الروسية احتياجها لعدد من 20 إلى 30 سفينة من هذه الفئة. وتمت الموافقة على تصميم الفرقاطة والذي وضعه مكتب سيفرنوي بسانت بطرسبرج Severnoye PKB (Northern Design Bureau) FSUE,St. Petersburg في يوليو من عام 2003. والخطة هي أن تحل فرقاطات هذه الفئة محل مدمرات الفئة سوفرميني (مشروع 956) Sovremenny class destroyer وفرقاطات الفئة بوريفستنيك (مشروع 1135) في أربعة أساطيل روسية. 

وقد تم البدء في بناء السفينة الرئيسية «الأدميرال جورشكوف» في 1 فبراير 2006 في حوض سيفرنايا فيرف لبناء السفن Severnaya Verf Shipyard في سانت بطرسبرغ. وفي أواخر أكتوبر 2008، أعلن نائب رئيس الوزراء الروسي سيرجي إيفانوف أن أول سفينة في الفئة ستكون جاهزة بحلول عام 2011. وقال إن بناء السفن القتالية في الوقت المناسب هي مهمة ذات أولوية لصناعة السفن الروسية. ولكن تأجل هذا التاريخ أكثر من مرة، إلى أن ذكرت بعض الأخبار أن دخول هذه الفرقاطة إلى الخدمة سيكون في نوفمبر 2017. 

من المتوقع ان تبدأ فرقاطة الصواريخ الموجهة من فئة الأدميرال غورشكوف (المشروع رقم 22350)، والمسماة «الأدميرال كاساتونوف» اختبارات البحر في صيف 2018، وفقا لبيان 8 نوفمبر الصادر عن حوض سيفرنايا فيرف لبناء السفن Severnaya Verf Shipyard ومقره جزيرة غوتيفسكي في سانت بطرسبرغ. ولكن قارب ديسمبر 2017 على الانتصاف ولم يتم إدخال السفينة في الخدمة بعد.

يتم الدفع في سفن هذه الفئة عن طريق الدفع المشترك أو الهجين شراكة ديزل وغاز CODAG، وقد تم استخدام توربينات الغاز من صناعة Zorya-Mashproekt الأوكرانية في بناء السفينتين الأولتين من الفئة، ولكن بعد أزمة القرم 2014 رفض الأوكرانيون تزويد روسيا بالتكنولوجيا العسكرية، وبالتالي تم تكليف NPO Saturn بتصميم محركات جديدة. 

ووفقا لرئيس المؤسسة المتحدة لبناء السفن United Shipbuilding Corporation USC فإن فرقاطات الفئة أدميرال جورشكوف ستكون أول سفن روسية تتلقى محركات توربينات الغاز الروسية المصنعة من قبل NPO. 

ويبدو أن السبب في تأخير إدخال السفينة الرائدة «الأولى» من فئة الأدميرال غورشكوف يعود إلى وجود بعض المشاكل بنظام Poliment-Redut.

## سفن الفئة أدميرال جورشكوف
| إسم الفرقاطة      | بناة                   | تاريخ بدء البناء | أطلقت          | تاريخ التدشين | الأسطول | الحالة      |
| ----------------- | ---------------------- | ---------------- | -------------- | ------------- | ------- | ----------- |
| Admiral Gorshkov  | حوض بناء السفن الشمالي | 1 فبراير 2006    | 29 أكتوبر 2010 | نوفمبر 2017   | الشمالي | قيد التجارب |
| Admiral Kasatonov | حوض بناء السفن الشمالي | 26 نوفمبر 2009   | 12 ديسمبر 2014 | 2018          | الشمالي | تحت الإنشاء |
| Admiral Golovko   | حوض بناء السفن الشمالي | 1 فبراير 2012    | 2017           |               | الشمالي | تحت الإنشاء |
| Admiral Isakov    | حوض بناء السفن الشمالي | 14 نوفمبر 2013   |                |               | الشمالي | تحت الإنشاء |

## نسخ من الفرقاطة
- المشروع 22350M - نسخة محدثة للبحرية الروسية، مع صاري، ورادارات، ومعدات راديو وأجهزة استشعار مختلفة عن سابقتها، بالإضافة إلى إزاحة تبلغ 8000 طن.
- المشروع 22356 - في 3 نوفمبر 2010 وخلال المعرض الدولي Euronaval-2010 عرضت شركة بناء السفن المتحدة United Shipbuilding Corporation  نسخة تصدير من الفرقاطة باسم المشروع 22356.[29][30]